# Keyennu Lont
Keyennu Lont (Grootebroek, 4 april 2000) is een Nederlands voetballer die als aanvaller voor Helmond Sport speelt.

## Carrière
Keyennu Lont speelde in de jeugd van VV De Zouaven en AZ. Sinds 2019 maakt hij deel uit van de selectie van Jong AZ, waar hij op 13 september 2019 zijn debuut in het betaald voetbal maakte. Dit was in de met 3-2 verloren uitwedstrijd tegen Jong PSV, waarin hij in de 87e minuut inviel voor Thijs Oosting.
In januari 2020 tekende Lont een contract tot het einde van het seizoen bij ADO Den Haag, waar hij drie wedstrijden voor Jong ADO in de Derde divisie Zondag speelde.In juli 2020 tekende Lont transfervrij bij Feyenoord. Hier maakte hij deel uit van het onder-21-elftal, maar zat ook eenmaal bij de eerste selectie in de Eredivisie. In 2021 tekende hij na een proefperiode een contract voor één seizoen bij Helmond Sport.

### Statistieken
| Seizoen                     | Club              | Land           | Competitie         | Competitie | Competitie | Beker | Beker | Totaal | Totaal |
| Seizoen                     | Club              | Land           | Competitie         | Wed.       | Dlp.       | Wed.  | Dlp.  | Wed.   | Dlp.   |
| --------------------------- | ----------------- | -------------- | ------------------ | ---------- | ---------- | ----- | ----- | ------ | ------ |
| 2019/20                     | Jong AZ           | Nederland      | Eerste divisie     | 4          | 0          | –     | –     | 4      | 0      |
| 2019/20                     | Jong ADO Den Haag | Nederland      | Derde divisie Zon. | 3          | 0          | –     | –     | 3      | 0      |
| 2020/21                     | Feyenoord         | Nederland      | Eredivisie         | 0          | 0          | 0     | 0     | 0      | 0      |
| 2021/22                     | Helmond Sport     | Nederland      | Eerste divisie     | 7          | 0          | 0     | 0     | 7      | 0      |
| Carrièretotaal              | Carrièretotaal    | Carrièretotaal | Carrièretotaal     | 14         | 0          | 0     | 0     | 14     | 0      |
| Bijgewerkt op 31 maart 2022 |                   |                |                    |            |            |       |       |        |        |